# Burnett Hillman Streeter
Burnett Hillman Streeter (17 de noviembre de 1874 – 10 de septiembre de 1937) fue un erudito bíblico y crítico textual británico.

## Vida
Streeter nació en Londres y estudió en The Queen's College, Oxford. Fue ordenado en 1899 y fue miembro de la Comisión de Doctrina del Arzobispo en la Iglesia de Inglaterra (de 1922 a 1937). En 1910, Streeter formó un grupo de dons (tutores universitarios) de Oxford, conocido como The Group, que se reunía semanalmente para discutir temas teológicos. Asistió al Congresos de Núremberg de 1935. Escribió una docena de volúmenes en los campos de filosofía de la religión, religión comparativa y estudios textuales del Nuevo Testamento.
Fue Déan profesor de la exégesis de la Sagrada Escritura de  Ireland en la Universidad de Oxford de 1932 a 1933, cuando se convirtió en rector del Queen's College.
El trabajo más importante de Streeter fue The Four Gospels: A Study of Origins (1924), en el que propuso una "hipótesis de los cuatro documentos" (en lugar de la "hipótesis de las dos fuentes") como una nueva solución al problema sinóptico. En esta obra, también desarrolló la teoría de los "textos locales" en la transmisión del manuscrito del Nuevo Testamento (pp. 27-50). Johann Leonhard Hug fue su precursor.
Streeter encontró una nueva familia textual: el tipo textual cesáreo. Comentó una estrecha relación textual entre el Codex Sinaiticus y la Vulgata de Jerónimo.
Streeter y su esposa, Irene, fueron los únicos pasajeros en un Koolhoven FK.50, HB-AMO que se estrelló en el Monte Kelleköpfli en un vuelo de Basilea a Berna el 10 de septiembre de 1937. La tripulación comenzó el descenso a Basilea con poca visibilidad debido a condiciones de niebla. El avión golpeó el Monte Kelleköpfli ubicado cerca de Waldenburg, a 25 kilómetros al sureste del aeropuerto de Basilea. El piloto Walter Eberschweiler y los Streeters murieron de inmediato, mientras que el operador de radio y navegador Hans Huggler sobrevivió al accidente, pero resultó gravemente herido.

## Obras
- Foundations: A Statement of Christian Belief in Terms of Modern Thought, (Macmillan and Co.: London 1912).
- Restatement and Reunion: A Study in First Principles(Macmillan and Co.: London 1914)
- War: This war (1914-1918) and the Sermon on the Mount (Oxford University Press: London 1915)
- Immortality: an Essay in Discovery Coordinating Scientific Psychical and Biblical Research (Macmillan Company: New York 1917)
- Woman and the Church (T. Fisher Unwin: London 1917)
- God and the Struggle for Existence (Association Press: New York 1919)
- The Message of Sadhu Sundar Singh: A Study in Mysticism and Practical Religion, (Macmillan Company: New York 1921).
- The Spirit: the Relation of God and Man, Considered from the Standpoint of Recent Philosophy and Science (Macmillan Company: New York 1922).
- The Four Gospels, a Study of Origins treating of the Manuscript Tradition, Sources, Authorship, & Dates (1924), (4th Revised Edition, Macmillan and Co.: London 1930).
- Reality: A New Correlation of Science and Religion, (Macmillan and Co.: London 1926); reprinted subsequently.
- Primitive Church Studied with Special Reference to the Origins of the Christian Ministry, (Macmillan Company: New York 1929).
- The Chained Library, (Burt Franklin: New York 1931).
- The Buddha and the Christ, Bampton Lectures (1932).
- The God who speaks, (Macmillan Company: New York 1936).

## Lectura adicional
John M. Court, Burnett Hillman Streeter, (17 de noviembre de 1874 – 10 de septiembre de 1937), in: ExpT 118.2006, Nr.1, S. 19-25.